# Justicia (Madrid)
Justicia is een wijk (barrios) in het centrum district Centro in de Spaanse hoofdstad Madrid.